# First (Lindsay Lohan)
First è il terzo singolo ufficiale tratto dal primo album di studio di Lindsay Lohan, Speak. Il brano fa parte della colonna sonora del film  Herbie - Il super Maggiolino, interpretato dalla stessa Lohan.

## Posizioni raggiunte nelle classifiche di vendita
| Chart                         | Posizione |
| ----------------------------- | --------- |
| Taiwan Singles Chart          | 8         |
| Croatia Singles Chart         | 8         |
| Australian ARIA Singles Chart | 31        |
| Italy Singles Chart           | 33        |
| Israeli Singles Chart         | 2         |
| Swiss Singles Top 100         | 41        |
| Mexican Top 100               | 56        |